# Daisies
Daises is een nummer van de Amerikaanse zangeres Katy Perry uit 2020. Het is de derde single van haar zesde studioalbum Smile.
"Daisies" gaat volgens Perry over trouw blijven aan je dromen, en aan de dingen die je wil bereiken. Ook zingt ze dat ze zich niet heeft laten beïnvloeden door anderen, totdat ze "bedekt werd met madeliefjes" ("daisies" in het Engels). Het nummer werd in diverse landen een klein hitje. Zo bereikte het de 40e positie in de Amerikaanse Billboard Hot 100. In het Nederlandse taalgebied deed het nummer minder in de hitlijsten ; met in Nederland een 10e positie in de Tipparade en in Vlaanderen een 2e positie in de Tipparade.